# Dorfkirche Kröllwitz

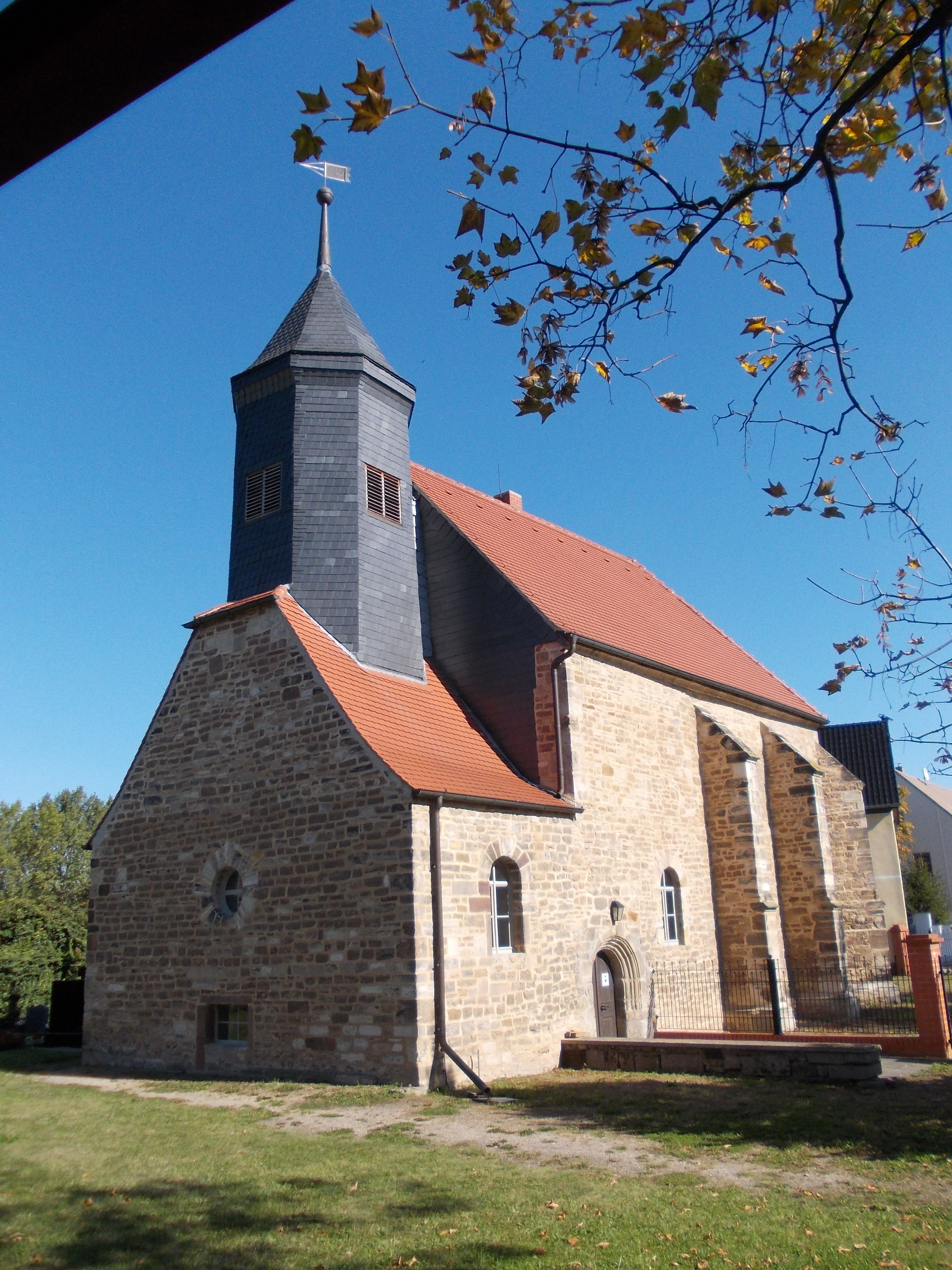
Dorfkirche Kröllwitz (Leuna)

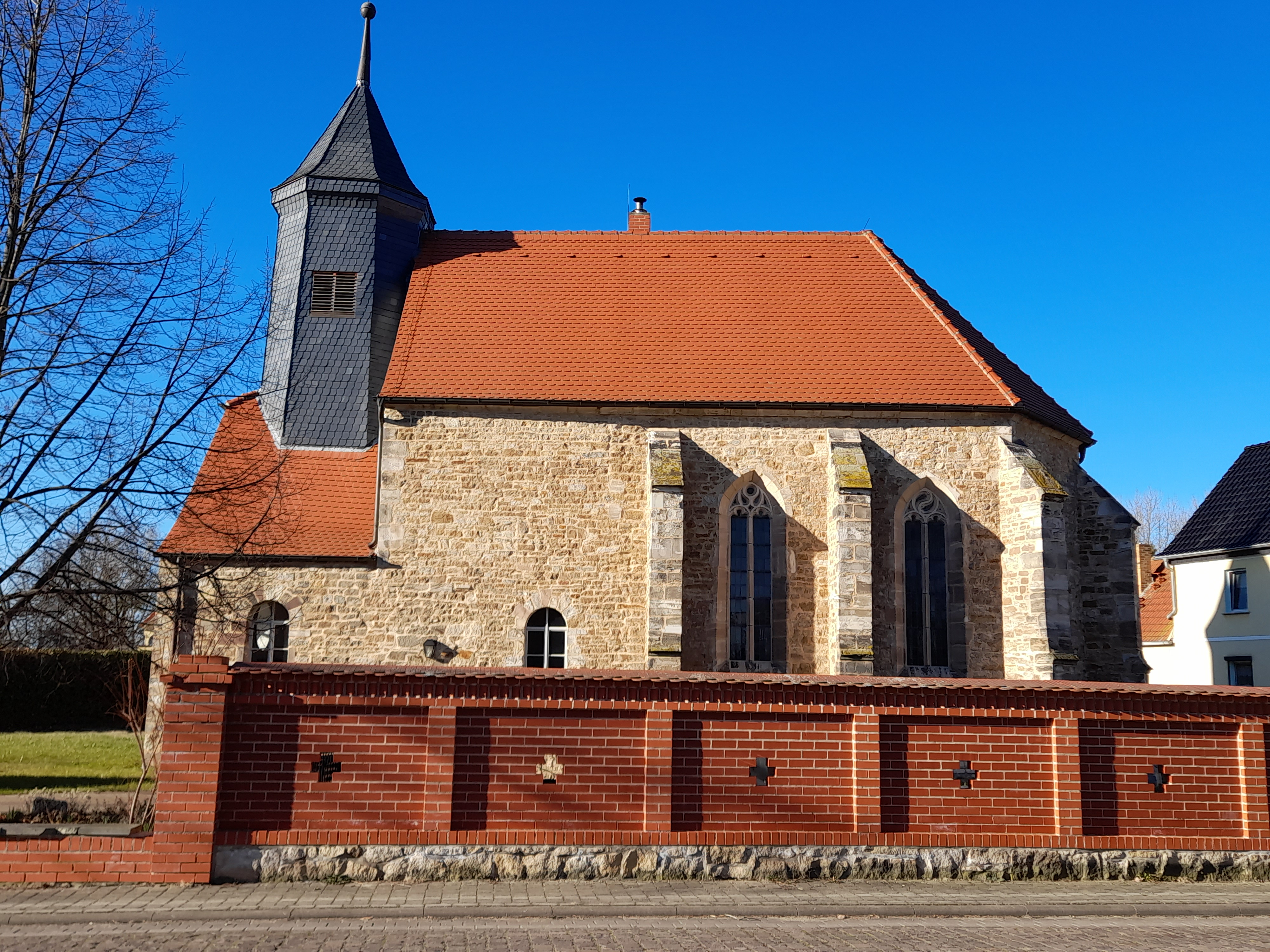
Ansicht von Süden

Die evangelische Dorfkirche Kröllwitz ist eine gotische Saalkirche im Ortsteil Kröllwitz von Leuna im Saalekreis in Sachsen-Anhalt. Sie gehört zum Pfarrbereich Leuna im Kirchenkreis Merseburg der Evangelischen Kirche in Mitteldeutschland (EKMD) und kann nach Absprache besichtigt werden.

## Geschichte und Architektur
Die Kirche ist ein beachtliches spätgotisches Bauwerk, das aus dem weiten Chor mit Sakristei auf der Nordseite und dem westlich anschließenden kurzen Schiff von gleicher Breite mit Flachdecke über hoher Kehle aus der zweiten Hälfte des 16. Jahrhunderts besteht; das Bauwerk wurde 1698 barock verändert und nach Kriegszerstörung 1968 restauriert. Über dem niedrigen Westteil des Schiffs ist ein tief sitzender Dachreiter angeordnet, der in seiner Höhe nach der Kriegsbeschädigung aus dem ursprünglich schlanken Achteckhelm im Jahr 1967 zu einem flachen Zeltdach reduziert wurde. Am Chor sind Strebepfeiler angebracht, die spitzbogigen Fenster zeigen Maßwerk in den Formen der Zeit um 1500. An der Südseite des Schiffes ist ein Renaissanceportal erhalten.
Innen ist der Chorraum gewölbt und in hohem, profiliertem Spitzbogen zum Schiff geöffnet. Das Netzrippengewölbe ruht teilweise auf Kopfkonsolen, am östlichen Schlussstein ist ein Flachrelief des Agnus dei angebracht. Der zweigeschossige Sakristei-Anbau ist im Erdgeschoss kreuzgratgewölbt und im Obergeschoss flach gedeckt; zu beiden Räumen führen vom Chor aus Pforten mit durchgestecktem Stabwerk, Emporen sind an der West- und Nordseite angeordnet, die nördliche ist reich geschnitzt und gehört wohl noch dem 16. Jahrhundert an; sie zeigt in den Brüstungsfeldern allegorische Gemälde von christlichen Sinnsprüchen und ist mit der Jahreszahl 1698 bezeichnet.

## Ausstattung
Das Hauptstück der Ausstattung ist ein stattlicher Kanzelaltar vom Ende des 18. Jahrhunderts; der architektonische Aufbau ist aus Holz über einer steinernen Sockelzone mit dorischen Säulen und Dreieckgiebel in strengen, bereits klassizistischen Formen gebildet. Auf dem Giebel sind christliche Allegorien, am Korb sind Gemälde der Kreuzigung sowie Moses und Johannes der Täufer dargestellt. Eine kielbogig gerahmte Sakramentsnische ist in der Nordwand des Chores eingelassen. Die kleine Orgel aus Zscherben im Chor ist ein Werk von Friedrich Gerhardt aus dem Jahr 1804.